# Lates calcarifer
El barramundi (Lates calcarifer) es una especie de pez eurihalino diádromo de la familia Latidae, del orden de los perciformes. La capacidad migratoria de este pez lo hace visible en Nueva Guinea así como en el norte y el este de Australia.

## Nombre común
La palabra barramundi se originó a fines del siglo XIX, probablemente de una palabra similar en una lengua aborigen de Queensland. La forma registrada más antigua es "burra-mundi", la forma actual puede haber sido influenciada por la palabra "barracouta". Edward Smith Hill, comerciante jubilado conocido por su trabajo sobre flora y geología, señaló en las notas de campo para el archivo del Museo Australiano (fechadas el 30 de junio de 1870), que algunos aborígenes llamaron al pez "barramundi".

## Características

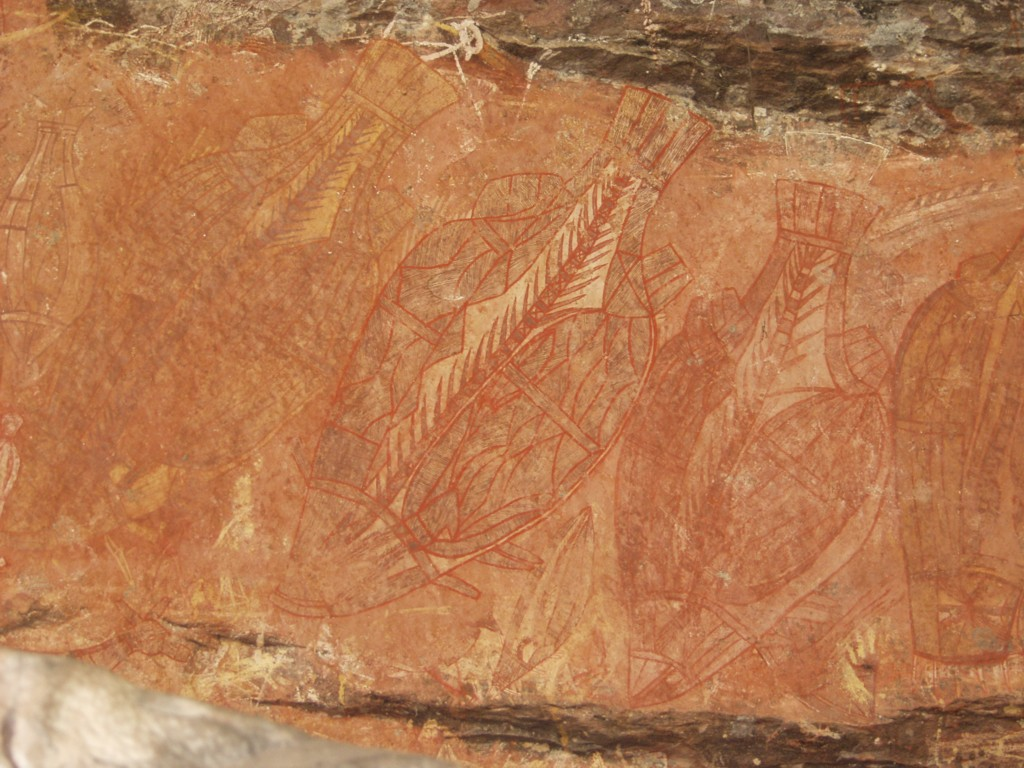
Arte aborigen de Australia mostrando barramundi.

Se trata de un pez de grandes proporciones: puede llegar a medir hasta 2 metros, y puede llegar a pesar hasta 60 kg. Los especímenes más corrientes pesan entre 5 y 6 kilogramos. Se alimenta de crustáceos y moluscos. La mayoría de los especímenes son hermafroditas, y durante las últimas fases de su vida pueden cambiar de sexo. De aspecto, es muy similar a Psammoperca waigiensis. Su fortaleza hace que sea muy apreciado para la pesca deportiva.

## Usos
Se puede encontrar en los platos de pescados de la cocina australiana, siendo muy apreciado y representativo.